# 고개 (드라마)
《고개》는 1981년 3월 14일에 방영된 TV문학관이다.

## 출연
- 김흥기
- 송승환
- 김난영
- 김보미
- 김순철
- 박혜숙
- 이종만
- 박상만
- 허옥숙
- 황범식
- 권기선
- 이병철
- 곽경환
- 홍영자
- 송동섭
- 전원주
- 윤상미
- 박현정
- 최정훈
- 양영준
- 장순국
- 박정웅
- 김봉근
- 유병준
- 이용훈
- 김향숙
- 장항선
- 맹호림
- 박경득
- 조재훈
- 이두섭
- 박태서
- 안성호
- 박시영
- 이계영
- 기정수
- 송종원
- 황민
- 임영식
- 오중훈
- 방숙례
- 이동철